# Lipati
Lipati (en rus: Липаты) és un poble de l'óblast de Kírov, a Rússia, segons el cens del 2010 tenia 25. Pertany al districte d'Arbaj.